# Argyractis constellalis
Argyractis constellalis là một loài bướm đêm trong họ Crambidae.